# Lars Ljungberg (rådman)
Lars Ljungberg, född 5 juli 1713 i Linköping, död 15 oktober 1776 i Linköping, var en svensk rådman i Linköping.

## Biografi
Ljungberg föddes 5 juli 1713 i Linköping. Han var son till handlanden Johan Larsson Ljungberg och Helena Schonberg. Ljungberg blev auskultant i Göta hovrätt. 1749 blev han rådman i Linköpings stad. Senare vice borgmästare i staden. Ljungberg avled 15 oktober 1776 i Linköping.

### Familj
Ljungberg gifte sig första gången med en kvinna. De fick tillsammans sonen Lars.
Ljungberg gifte sig andra gången med Margaretha Dorothea Janke. De fick tillsammans barnen Johan Peter, Claes, Margaretha Regina, Fredric, Gustaf och Anna.